# カロリーネ・ヘルフルト
カロリーネ・ヘルフルト（Karoline Herfurth、1984年5月22日 - ）はドイツ・ベルリン生まれの女優、映画監督、脚本家。カロリーネ・ヘアフルトとも。

## 略歴
1994年、在学していたベルリン市内の自由ヴァールドルフ学校の校庭でエージェントにスカウトされ、翌1995年テレビ映画『Ferien jenseits des Mondes』でデビュー。
劇場映画は2000年のコメディ映画『Crazy』が初出演で、以後デニス・ガンゼル監督らによるセックス・コメディ『GIRLS★GIRLS』シリーズや青春ドラマ『ビタースウィート』の主演で知られる。
2006年にはトム・ティクヴァ監督の『パフューム ある人殺しの物語』において、全ての発端となる“香り”を持った女性の役に1000人以上の候補者から選ばれ、出演した。メインのポスターイメージにも起用されている。
2016年、ソフィー・クラーマー著の小説『SMS für Dich』を映画化、脚本を共同執筆した他、監督としてデビュー、主演も務めた。
2018年、オトフリート・プロイスラー原作の『Die kleine Hexe（小さい魔女）』映画化の際は、タイトルロールを演じた。
2019年の映画『Sweethearts』では監督と主演の２役をこなした。

## 出演作
- Ferien jenseits des Mondes（1995年・テレビ映画）
- Crazy（2000年）
- Küss mich, Frosch（2000年）
- GIRLS★GIRLS ちゃんとイッてる? Mädchen, Mädchen（2001年） - DVD『過激GIRLS★GIRLS』
- ビタースウィート Große Mädchen weinen nicht（2002年）
- Mein Name ist Bach（2003年）
- Mädchen, Mädchen 2 - Loft oder Liebe（2004年）
- Prinzessin macht blau（2004年・テレビ映画）
- Eine andere Liga（2005年）
- Anemonenherz（2005年）
- Deutschmänner（2005年）
- Peer Gynt（2006年）
- パフューム ある人殺しの物語 Perfume: The Story of a Murderer（2005年）
- 愛を読むひと The Reader（2008年）
- ヴィンセントは海へ行きたい Vincent will Meer（2010年）
- パッション Passion （2012年）
- SMS für Dich（2016年）
- 小さい魔女とワルプルギスの夜 Die kleine Hexe（2018年）
- Sweethearts（2019年）